# Diocesi di Kohima
La diocesi di Kohima (in latino Dioecesis Kohimaensis) è una sede della Chiesa cattolica in India suffraganea dell'arcidiocesi di Imphal. Nel 2021 contava 61.876 battezzati su 2.478.000 abitanti. È retta dal vescovo James Thoppil.

## Territorio
La diocesi comprende l'intero stato indiano del Nagaland.
Sede vescovile è la città di Kohima, dove si trova la cattedrale di Maria Aiuto dei Cristiani (Mary Help of Christians).
Il territorio è suddiviso in 55 parrocchie.

## Storia
La diocesi di Kohima-Imphal fu eretta il 29 gennaio 1973 con la bolla Christi iussum di papa Paolo VI, ricavandone il territorio dalla diocesi di Dibrugarh.
Il 28 marzo 1980 la diocesi è stata divisa in due con la bolla Cum Nos di papa Giovanni Paolo II, dando origine alla diocesi di Imphal (oggi arcidiocesi) e alla presente diocesi, che ha assunto il nome attuale.
Originariamente suffraganea dell'arcidiocesi di Shillong, il 10 luglio 1995 è entrata a far parte della provincia ecclesiastica di Imphal.

## Cronotassi dei vescovi
Si omettono i periodi di sede vacante non superiori ai 2 anni o non storicamente accertati.
- Abraham Alangimattathil, S.D.B. † (29 gennaio 1973 - 11 luglio 1996 dimesso)
- Jose Mukala (24 ottobre 1997 - 30 ottobre 2009 dimesso)
- James Thoppil, dal 16 giugno 2011

## Statistiche
La diocesi nel 2021 su una popolazione di 2.478.000 persone contava 61.876 battezzati, corrispondenti al 2,5% del totale.
| anno | popolazione | popolazione | popolazione | presbiteri | presbiteri | presbiteri | presbiteri                | diaconi | religiosi | religiosi | parrocchie |
| anno | battezzati  | totale      | %           | numero     | secolari   | regolari   | battezzati per presbitero | diaconi | uomini    | donne     | parrocchie |
| ---- | ----------- | ----------- | ----------- | ---------- | ---------- | ---------- | ------------------------- | ------- | --------- | --------- | ---------- |
| 1980 | 47.800      | 1.660.000   | 2,9         | 64         | 29         | 35         | 746                       |         | 40        | 172       | 32         |
| 1990 | 33.826      | 785.000     | 4,3         | 78         | 25         | 53         | 433                       |         | 143       | 170       | 26         |
| 1999 | 42.711      | 1.222.392   | 3,5         | 102        | 44         | 58         | 418                       |         | 118       | 202       | 24         |
| 2000 | 44.459      | 1.241.065   | 3,6         | 114        | 47         | 67         | 389                       |         | 126       | 236       | 24         |
| 2001 | 46.038      | 1.315.880   | 3,5         | 112        | 49         | 63         | 411                       |         | 130       | 238       | 24         |
| 2002 | 48.196      | 1.988.636   | 2,4         | 116        | 51         | 65         | 415                       |         | 125       | 240       | 24         |
| 2003 | 50.632      | 1.988.636   | 2,5         | 123        | 54         | 69         | 411                       |         | 130       | 243       | 25         |
| 2004 | 50.873      | 1.990.300   | 2,6         | 131        | 57         | 74         | 388                       |         | 122       | 248       | 32         |
| 2006 | 54.401      | 2.042.000   | 2,7         | 131        | 62         | 69         | 415                       |         | 143       | 243       | 34         |
| 2013 | 55.968      | 2.243.000   | 2,5         | 157        | 81         | 76         | 356                       |         | 142       | 327       | 44         |
| 2016 | 59.382      | 2.332.000   | 2,5         | 171        | 86         | 85         | 347                       |         | 143       | 365       | 47         |
| 2019 | 61.731      | 2.427.000   | 2,5         | 182        | 85         | 97         | 339                       |         | 163       | 462       | 52         |
| 2021 | 61.876      | 2.478.000   | 2,5         | 196        | 94         | 102        | 315                       |         | 168       | 458       | 55         |